# Arara
Arara är en stad och kommun i delstaten Paraíba i östra Brasilien. Platsen började bosättas under andra halvan av 1800-talet och centralorten hade år 2010 cirka 9 000 invånare. Arara blev en egen kommun den 1 december 1961.